# The Fire Inside (Film)
The Fire Inside (auch Flint Strong oder T-Rex) ist eine Filmbiografie von Rachel Morrison nach einem Drehbuch von Barry Jenkins über die Olympiasiegerin und unumstrittene Box-Weltmeisterin Claressa Shields. Der Film feierte im September 2024 beim Toronto International Film Festival seine Premiere und kam im Dezember 2024 in die US-Kinos.

## Handlung
Der Film erzählt die Geschichte der 17-jährigen, in Flint in Michigan geborenen Claressa „T-Rex“ Shields, die davon träumt, als erste Frau bei den Olympischen Spielen eine Goldmedaille im Boxen zu gewinnen. Bei den Olympischen Sommerspielen 2012 in London soll ihr Traum Realität werden, und bei den darauffolgenden Spielen 2016 in Rio de Janeiro soll Shields eine zweite Goldmedaille holen.

## Biografisches

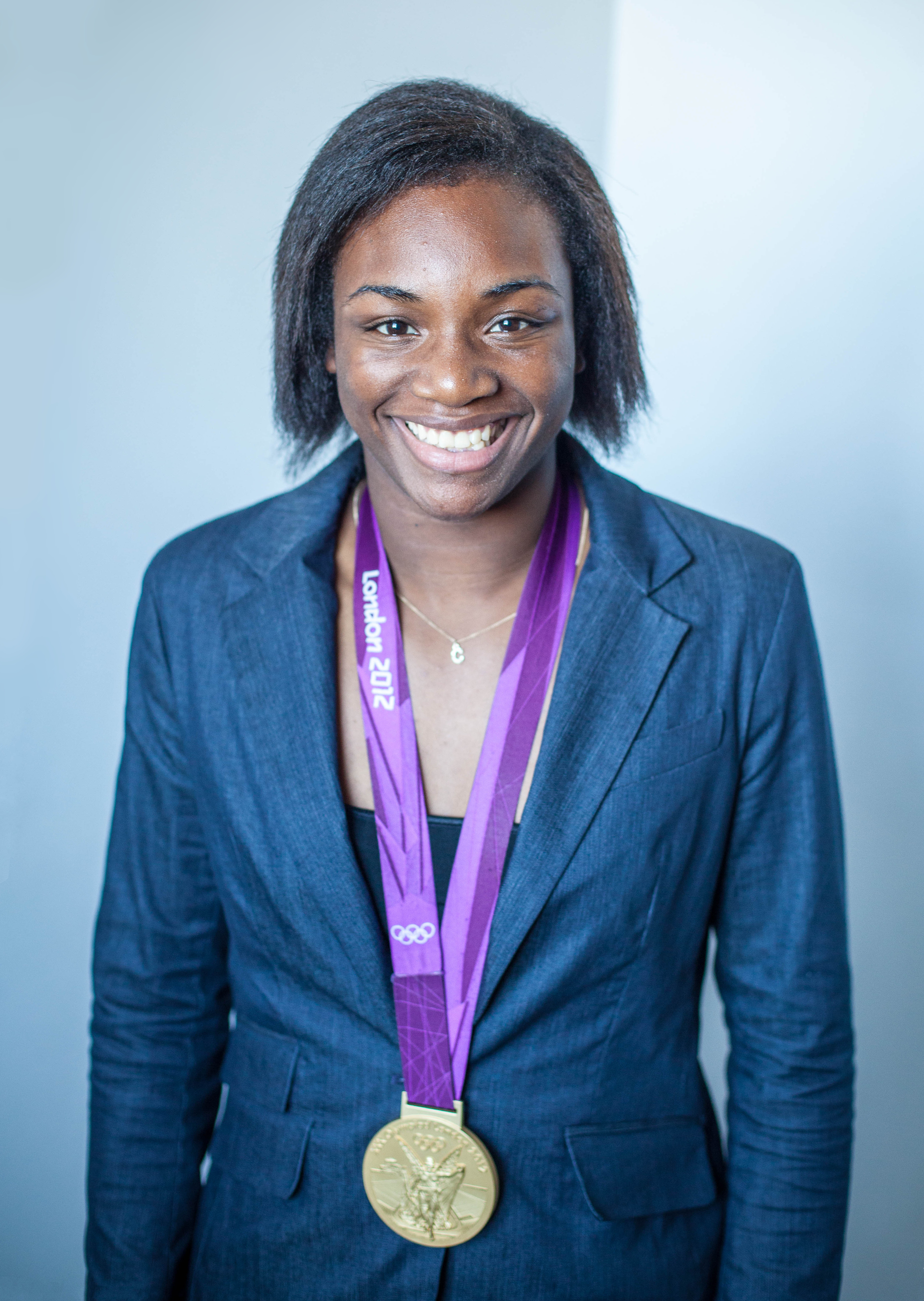
Claressa Shields (2012)

Claressa Shields hatte im Alter von elf Jahren mit dem Boxen begonnen. Sie wurde von ihrem Vater Bo animiert, der fast während der gesamten Kindheit von Claressa in einem Gefängnis verbrachte und dort selbst zum Boxen kam. Als Vorbild nannte er ihr dabei Laila Ali, die Tochter von Muhammad Ali. 2011 erboxte sich Shields durch Siege bei mehreren nationalen Box-Turnieren die Aufmerksamkeit des US-amerikanischen Box-Verbandes und wurde im Februar 2012 deshalb zu den US-amerikanischen Olympiaausscheidungen in Spokane eingeladen, wo sie in der Gewichtsklasse bis 75 kg antrat und mit Siegen über die Spitzenboxerinnen Franchon Crews, Andrecia Wasson, der Weltmeisterin von 2010 und Chatiqua Hemingway, gegen die sie zweimal boxen musste und die sie zweimal besiegte, den 1. Platz belegte. Im Mai 2012 startete sie bei der Weltmeisterschaft in Qinhuangdao in China, wo sie über Pooja Rani aus Indien klar nach Punkten siegte, aber dann im Kampf gegen Savannah Marshall aus England ihre erste Niederlage als Boxerin hinnehmen musste. Mit gerade 17 Jahren trat Shields dann bei den Olympischen Spielen in London an, wo sie nacheinander Anna Laurell aus Schweden, Marina Wolnowa aus Kasachstan und Nadeschda Torlopowa aus Russland besiegte und damit sensationellerweise Olympiasiegerin wurde. Vom 25. Oktober bis 1. November 2015 startete sie beim US-amerikanischen Olympia-Ausscheidungsturnier in Memphis und qualifizierte sich im März 2016 in Buenos Aires mit einem Turniersieg für die Teilnahme an der 9. AIBA-Frauen-Weltmeisterschaft. Bei den Olympischen Spielen im August 2016 in Rio de Janeiro sicherte sie sich in der Gewichtsklasse bis 75 kg Körpergewicht mit Siegen über Jaroslawa Jakuschina aus Russland, Dariga Schakimowa aus Kasachstan und Nouchka Fontijn wiederum die Goldmedaille.
Flint, die Geburtsstadt von Claressa Shields, ist nicht gerde eine der besten Adressen in den USA, denn die Stadt erlebte einen Niedergang nie dagewesenen Ausmaßes, und mehr als 25 Prozent der gesamten Bevölkerung lebte dort unterhalb der Armutsgrenze. Shields wurde als 6-Jährige vom jüngeren Bruder ihres Vaters sexuell belästigt und vergewaltigt. Trotz eines denkbar äußerst schlechten Starts ins Leben, konnte die anfängliche Amateurboxerin alles schaffen, was sie erreichen wollte.

## Produktion

### Filmrechte und Filmstab
Universal Pictures erwarb im März 2016 die Rechte an Claressa „T-Rex“ Shields Lebensgeschichte, Amerikas erster Olympia-Goldmedaillistin im Boxen, sowie der Dokumentation T-Rex von Zackary Canepari und Drea Cooper, die im Sommer 2016 auf Netflix debütierte.
Das Drehbuch schrieb Barry Jenkins. Die Kamerafrau Rachel Morrison gibt mit The Fire Inside ihr Regiedebüt. Als Kamerafrau war sie in der Vergangenheit für Filme wie Dope, Mudbound und Black Panther tätig. Neben Jenkins fungierten Michael De Luca und Elishia Holmes von De Luca Productions als Produzenten.

### Besetzung, Synchronisation und Dreharbeiten

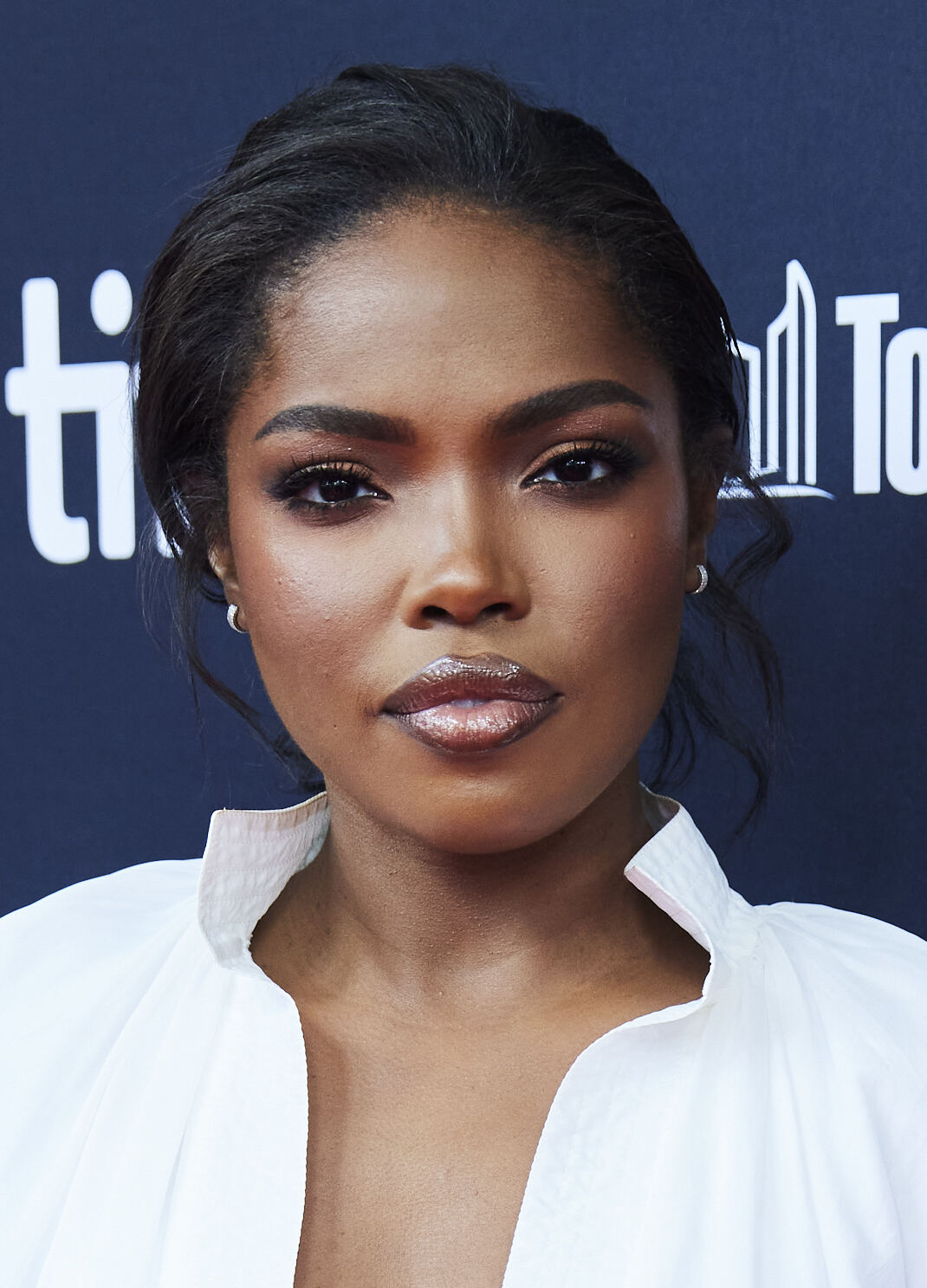
Ryan Destiny spielt in der Hauptrolle Claressa Shields

Ryan Destiny spielt in der Hauptrolle Claressa Shields. In jüngeren Jahren wird diese von Jazmin Headley verkörpert. Brian Tyree Henry spielt Coach Jason Crutchfield, der Shields nach seiner Arbeit trainiert. Olunike Adeliyi ist in der Rolle von Claressas Mutter Jackie Shields zu sehen. De'Adre Aziza spielt Mickey.
Die deutsche Synchronisation entstand nach einem Dialogbuch von Urs Taeger und der Dialogregie von Guido Kellershof im Auftrag der Level 45 GmbH in Potsdam. Clara Drews leiht in der deutschen Fassung Destiny in der Rolle von Shields ihre Stimme und Jan-David Rönfeldt seine Henry in der Rolle ihres Trainers Crutchfield.
Die Dreharbeiten begannen am 11. März 2020, mussten jedoch bereits nach zwei Tagen aufgrund des Coronavirus-bedingten Lockdowns unterbrochen werden. Ursprünglich sollte die Produktion im Juni 2021 wieder aufgenommen werden, was wegen der anhaltenden Einschränkungen nicht möglich war. Stattdessen verließ Ice Cube die Produktion, der anfangs für die Rolle des Coach Jason Crutchfield vorgesehen war, und Universal setzte das Projekt auf den Prüfstand. Im Mai 2022 übernahm schließlich Metro-Goldwyn-Mayer und die Dreharbeiten konnten noch im selben Monat fortgesetzt werden. Als Kamerafrau fungierte die Japanerin Rina Yang.

### Filmmusik und Veröffentlichung
Die Filmmusik steuerte die Rock-Singer-Songwriterin und Gitarristin Tamar-kali bei. Sie war bereits für Mudbound von Dee Rees tätig, arbeitete mit dieser auch an deren Nachfolgefilm und hiernach mit Regisseurinnen wie Kitty Green und Josephine Decker. Das Soundtrack-Album mit insgesamt elf Musikstücken wird am 25. Dezember 2024 von Lakeshore Records als Download veröffentlicht.
Die Premiere von The Fire Inside fand am 7. September 2024 beim Toronto International Film Festival statt. Ende Oktober 2024 wird der Film beim AFI Fest und hiernach beim Savannah Film Festival und beim Denver Film Festival gezeigt. Am 25. Dezember 2024 kam der Film in die US-Kinos.

## Rezeption

### Altersfreigabe
In den USA wurde der Film von der MPAA als PG-13 eingestuft.

### Kritiken

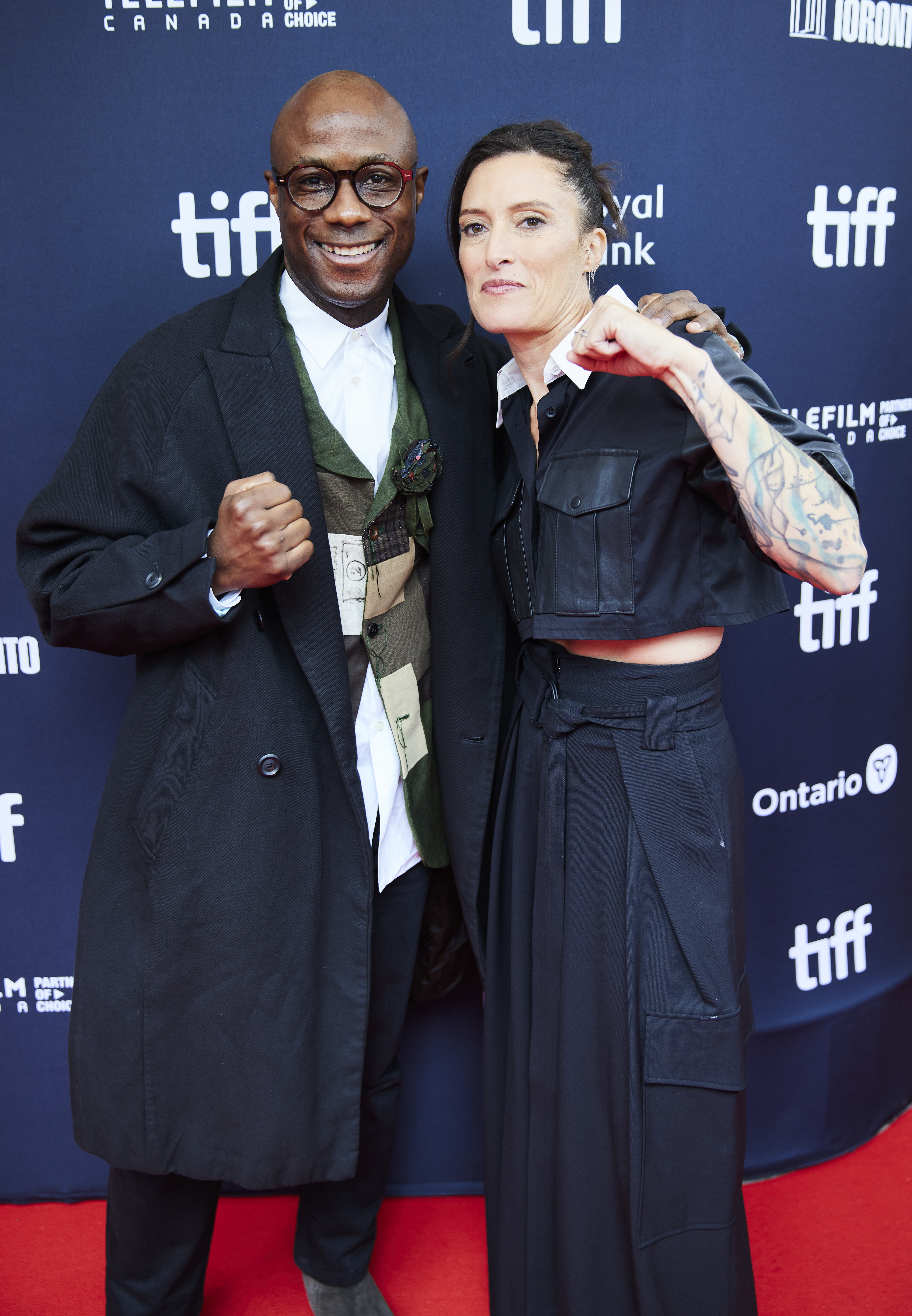
Drehbuchautor Barry Jenkins und Regisseurin Rachel Morrison

Von den bei Rotten Tomatoes aufgeführten Kritiken sind 93 Prozent positiv bei einer durchschnittlichen Bewertung mit 7,4 von 10 möglichen Punkten. Bei Metacritic erhielt der Film einen Metascore von 76 von 100 möglichen Punkten.
Kate Erbland hebt in ihrer Kritik für IndieWire bei den üppig beleuchteten, intimen Aufnahmen von Kamerafrau Rina Yang besonders die Boxszenen hervor, die spannend, schnell, athletisch und darauf bedacht seien, die Anstrengung zu zeigen, die dieser Sport kostet. Man habe das Gefühl, mit Claressa im Ring zu stehen, verstehe aber auch den Weg, der dorthin führte. Es seien die kleinen Dinge, die in Rachel Morrisons Film ins Auge fallen und viel mehr aussagen als einige der eher plumpen Darstellungen.

### Auszeichnungen
Im Rahmen der Oscarverleihung 2025 wurde Tamar-kalis Arbeit in eine Shortlist der Kategorie Beste Filmmusik aufgenommen. Im Folgenden eine Auswahl von Auszeichnungen und Nominierungen.
Black Reel Awards 2025
- Nominierung für das Beste Drehbuch (Barry Jenkins)
- Nominierung für die Beste Hauptrolle (Ryan Destiny)
- Nominierung für die Beste Nebenrolle (Brian Tyree Henry)
- Nominierung als Beste Nachwuchsschauspielerin (Ryan Destiny)
- Nominierung für die Beste Filmmusik (Tamar-kali)[24]

Camerimage 2024
- Nominierung als Bester Film für den Goldenen Frosch[25]

Celebration of Cinema and Television 2024
- Auszeichnung mit dem Rising Star Award (Ryan Destiny)[26]

Denver Film Festival 2024
- Auszeichnung mit dem Rising Star Award (Ryan Destiny)[27]

Gotham Awards 2024
- Nominierung für die Beste Nebenrolle (Brian Tyree Henry)
- Nominierung für den Breakthrough Actor Award (Ryan Destiny)[28]

NAACP Image Awards 2025
- Nominierung für das Beste Drehbuch (Barry Jenkins)
- Nominierung als Bester Nebendarsteller (Brian Tyree Henry)
- Nominierung als Bester Nachwuchs (Ryan Destiny)[29]

San Diego Film Critics Society Awards 2024
- Nominierung für das Beste FIlmdebüt (Rachel Morrison)[30]